# Aspilota middendorffi
Aspilota middendorffi är en stekelart som beskrevs av Sergey A. Belokobylskij 2007. Aspilota middendorffi ingår i släktet Aspilota och familjen bracksteklar. Inga underarter finns listade.